# Elisa Mörzinger
Elisa Mörzinger (6 maggio 1997) è un'ex sciatrice alpina austriaca.

## Biografia
Specialista delle prove tecniche originaria di Altenfelden e attiva dal dicembre del 2013, Elisa Mörzinger ha esordito in Coppa Europa il 14 gennaio 2016 ad Altenmarkt-Zauchensee in discesa libera (47ª) e in Coppa del Mondo il 26 ottobre 2019 a Sölden in slalom gigante, senza completare la gara. Il 30 novembre 2019 ha ottenuto a Trysil in slalom gigante il primo podio in Coppa Europa (3ª) e il 15 dicembre successivo la prima vittoria nel circuito, ad Andalo nella medesima specialità; il 19 gennaio 2020 ha ottenuto l'unico podio in Coppa del Mondo, nello slalom parallelo disputato a Sestriere. 
In Coppa Europa ha conquistato l'ultima vittoria il 10 febbraio 2022 a Kopaonik e l'ultimo podio il 13 febbraio successivo a Maribor, sempre in slalom gigante; si è ritirata al termine della stagione 2023-2024 e la sua ultima gara in carriera è stata lo slalom gigante di Coppa del Mondo disputato il 9 marzo a Åre. Non ha preso parte a rassegne olimpiche o iridate.

## Palmarès

### Coppa del Mondo
- Miglior piazzamento in classifica generale: 66ª nel 2020
- 1 podio (in slalom parallelo):
  - 1 secondo posto

### Coppa Europa
- Miglior piazzamento in classifica generale: 15ª nel 2020
- 8 podi:
  - 3 vittorie
  - 4 secondi posti
  - 1 terzo posto

#### Coppa Europa - vittorie
| Data             | Località      | Paese    | Specialità |
| ---------------- | ------------- | -------- | ---------- |
| 15 dicembre 2019 | Andalo        | Italia   | GS         |
| 13 febbraio 2021 | Berchtesgaden | Germania | GS         |
| 10 febbraio 2022 | Kopaonik      | Serbia   | GS         |

Legenda:

GS = slalom gigante

### Campionati austriaci
- 3 medaglie:
  - 2 ori (slalom gigante nel 2020; slalom gigante nel 2021)
  - 1 bronzo (slalom gigante nel 2018)